# Jan Urosz
Jan Urosz serb. Јован Урош, Jovan Uroš, łac. John Ouresis Doukas Palaiologos, rec. Ιωάννης Ούρεσης Δούκας Παλαιολόγος, (Iōannēs Ouresēs Doukas Palaiologos) (zm. 1422/1423) – władca Tesalii w latach 1370–1373, samozwańczy cesarz Serbów i Greków. 
Był synem Symeona Urosza Siniszy, władcy Epiru. Abdykował na rzecz swojego krewnego Aleksego Angelosa Philanthropenosa (ok.1373–ok.1390). Został mnichem. Wcześniej poślubił córkę Radoslava Hlapena, serbskiego pana w Macedonii. Miał pięcioro dzieci: 
- Konstantyna
- Michała
- Demetriusza
- Helenę, która poślubiła Teodora Kantakuzena.
- Asaninę